# Dasychira leucopsaroma
Dasychira leucopsaroma är en fjärilsart som beskrevs av Collenette 1959. Dasychira leucopsaroma ingår i släktet Dasychira och familjen tofsspinnare. Inga underarter finns listade i Catalogue of Life.